# ابرصدساله
اَبَرصدساله فردی است که تا ۱۱۰ سالگی یا بیشتر از آن زندگی کرده‌است. از هر ۱٬۰۰۰ صدساله یک نفر به این سن می‌رسد. نتیجهٔ پژوهش اندرسون و همکاران نشان داده‌است که افراد ابرصدساله معمولاً در تمام طول زندگی به هیچ‌یک از بیماری‌های مرتبط با کهولت سن دچار نمی‌شوند مگر مدت کوتاهی پیش از بیشینهٔ طول عمر انسان (۱۲۵ سال).

## آمارها
تخمین زده می‌شود که حدود ۳۰۰ تا ۴۵۰ ابرصدسالهٔ زنده در جهان وجود داشته باشد. هرچند که حدود ۱۰۰ مورد تأیید شده وجود دارد. یک پژوهش که در سال ۲۰۱۰ میلادی انجام شده بود نشان داد که کشورهای ایالات متحده آمریکا، ژاپن، بریتانیا، فرانسه، و ایتالیا دارای بیشترین شمار ابرصدساله‌های شناخته‌شده (زنده یا مرده) هستند.
نخستین ابرصدسالهٔ شناخته‌شده در تاریخ بشر در اواخر سدهٔ ۱۹ میلادی درگذشت. در دههٔ ۱۹۸۰ میلادی بود که نخستین موردِ تأییدشده، ۱۱۵ سال را رد کرد. تاکنون بیش از ۱۵۰۰ ابرصدساله در تاریخ ثبت شده‌است.

## بیماری‌ها
پژوهش بر روی بیماری ابرصدساله‌ها نشان داده‌است که آن‌ها تا پیش از زمان ابتلا به خستگی مدارا با عضو که توانایی بازگرداندن کارایی عضو به هم‌ایستایی است، به بیماری‌های مرتبط با سن مبتلا نمی‌شوند (چند نمونه از این بیماری‌ها عبارتند از: سکته مغزی، بیماری قلبی-عروقی، زوال عقل، سرطان، پارکینسون، و دیابت). حدود ۱۰٪ از ابرصدساله‌ها تا ۳ ماه پایان زندگی‌شان به بیماری‌های مرتبط با سن مبتلا نمی‌شوند. این میزان برای افراد شبهه ابرصدساله (۱۰۵ تا ۱۰۹ ساله) تنها ۴٪ است و برای افراد صدساله ۳٪.
پژوهشگران ممکن است با اندازه‌گیری سن زیست‌شناسی بافت‌های گوناگون ابرصدساله‌ها بتوانند بافت‌هایی را شناسایی کنند که از تأثیرهای سن در امان مانده‌اند. برپایهٔ مطالعه‌ای بر روی ۳۰ عضو متفاوت بدن از یک ابرصدسالهٔ زن ۱۱۲ساله مخچه از تأثیرهای سن در امان مانده‌است و ۱۵ سال جوان‌تر از مورد مشابه در یک فرد صدساله بوده‌است.